# Parafia Ewangelicko-Reformowana we Wrocławiu
Parafia Ewangelicko-Reformowana we Wrocławiu – parafia Kościoła Ewangelicko-Reformowanego w RP działająca we Wrocławiu. Została utworzona 24 maja 2025. Stanowisko proboszcza-administratora pełni superintendent generalny Kościoła Ewangelicko-Reformowanego w RP ks. Semko Koroza.

## Historia
Ruch reformacyjny we Wrocławiu przyjął przede wszystkim formę luterańską, choć niedługo po kazaniu wygłoszonym przez luterańskiego duchownego Jana Hessa w 1523 do miasta zaczęli przybywać także kaznodzieje nurtu reformowanego, pochodzący głównie z Leszna oraz ze Szwajcarii. Nie posiadali oni jednak prawa do publicznego prowadzenia nabożeństw. W związku z tym początkowo miejscowi zwolennicy kalwinizmu pozbawieni byli własnego obiektu kościelnego, a ich spotkania były organizowane w prywatnych domach wrocławskich przestawicieli szlachty. Do 1675 nabożeństwa prowadzone były w Pałacu Książąt Legnicko-Brzeskich, a następnie zostały przeniesione do posiadłości rodziny Schönaich-Carolath. 
Prawo do prowadzenia publicznych nabożeństw kalwiniści otrzymali w sierpniu 1742, po zakończeniu I wojny śląskiej. Dzięki hugenockim kupcom w 1742 założona została parafia ewangelicko-reformowana, która prowadziła nabożeństwa w języku francuskim i niemieckim. Wymagano jednak, aby jeden z jej pastorów władał również językiem polskim, na skutek czego pastorzy ci wywodzili się najczęściej z Leszna. Spotkania odbywały się w pozyskanym w 1742 dawnym budynku Generalnego Urzędu Podatkowego, którego lewe skrzydło zostało przystosowane przez wspólnotę na miejsce prowadzenia nabożeństw.
W 1746 parafia zainaugurowała budowę kościoła. 21 czerwca 1749 bliski ukończenia budynek został zniszczony w wyniku eksplozji prochu przechowywanego w pobliskiej baszcie. Następnie doszło do jego odbudowy, a kościół ewangelicko-reformowany we Wrocławiu został poświęcony 27 października 1750. Z okazji 300 rocznicy opublikowania wyznania augsburskiego obiekt otrzymał nazwę „Kościół Dworski”.
Kościół Dworski pozostawał własnością parafii ewangelicko-reformowanej do czasu jej likwidacji w 1945, a następnie w 1947 przeszedł na własność Parafii Ewangelicko-Augsburskiej Opatrzności Bożej. Wierni Kościoła Ewangelicko-Reformowanego rozpoczęli brać udział w życiu parafialnym zboru ewangelicko-augsburskiego. Dzięki podpisaniu porozumienia
o wzajemnym dopuszczaniu wiernych do czynnego korzystania z praw i obowiązków wynikających z udziału w życiu Kościoła Ewangelicko-Augsburskiego w RP i Ewangelicko-Reformowanego w RP prawa wiernych wyznania kalwińskiego należących do parafii ewangelicko-augsburskiej zostały zrównane z jej luterańskimi członkami. We wrocławskim kościele ewangelicko-augsburskim rozpoczęto następnie organizowanie nabożeństw według liturgii Kościoła Ewangelicko-Reformowanego, które prowadzili kalwińscy pastorzy z Łodzi oraz Warszawy, a miejscowa wspólnota kalwińska została zorganizowana w grupę diasporalną Kościoła Ewangelicko-Reformowanego w RP, nad którą opiekę duszpasterską sprawowali ks. Semko Koroza oraz ks. Michał Jabłoński. W 2023 grupa skupiała kilkunastu członków.
W 2007 roku członkowie wrocławskiej społeczności ewangelicko-reformowanej rozpoczęli starania w celu powołaniu w mieście parafii Kościoła Ewangelicko-Reformowanego. Parafię erygowano uchwałą Synodu Kościoła Ewangelicko-Reformowanego w RP przyjętą podczas jego posiedzenia w Zelowie w dniu 24 maja 2025. Była to pierwsza nowo utworzona parafia Kościoła Ewangelicko-Reformowanego w RP od czasu powstania w 1905 Parafii Ewangelicko-Reformowanej w Łodzi.